# Fletcher (Vermont)
Fletcher és una població dels Estats Units a l'estat de Vermont. Segons el cens del 2000 tenia 1.179 habitants.

## Demografia
Segons el cens del 2000, Fletcher tenia 1.179 habitants, 428 habitatges, i 324 famílies. La densitat de població era de 12 habitants per km².
Dels 428 habitatges en un 42,5% hi vivien nens de menys de 18 anys, en un 66,4% hi vivien parelles casades, en un 4,9% dones solteres, i en un 24,1% no eren unitats familiars. En el 18,5% dels habitatges hi vivien persones soles el 4,7% de les quals corresponia a persones de 65 anys o més que vivien soles. El nombre mitjà de persones vivint en cada habitatge era de 2,75 i el nombre mitjà de persones que vivien en cada família era de 3,12.
Per edats la població es repartia de la següent manera: un 28,7% tenia menys de 18 anys, un 7,7% entre 18 i 24, un 33,2% entre 25 i 44, un 24,8% de 45 a 60 i un 5,7% 65 anys o més.
L'edat mediana era de 35 anys. Per cada 100 dones de 18 o més anys hi havia 107,1 homes.
La renda mediana per habitatge era de 46.146 $ i la renda mediana per família de 49.375 $. Els homes tenien una renda mediana de 34.583 $ mentre que les dones 20.391 $. La renda per capita de la població era de 20.498 $. Entorn del 4% de les famílies i el 6,3% de la població estaven per davall del llindar de pobresa.